# Michel Duguet
Pour les articles homonymes, voir Duguet.
Ne doit pas être confondu avec Michel Dugué.
Michel Duguet, né le 19 décembre 1961, est le joueur de Scrabble qui a reçu le titre de « joueur du siècle » au championnat du monde de Scrabble à Paris en 2000. Il a gagné cinq fois le championnat du monde,. Il a aussi joué pour l'équipe de France de bridge.

## Biographie
Il découvre le Scrabble en famille et dispute son premier tournoi en 1979, sous la coupe de Michel Charlemagne. Il adhère au club de Strasbourg, sillonne d'abord l'Alsace puis la France entière en 1981 durant son service militaire. Très vite, il se distingue par ses résultats.
Michel Duguet est surnommé « l'extraterrestre » après sa victoire au Championnat du monde en 1983, n'ayant perdu que 12 points sur un cumul de 4177 points. Entre les années 1982 et 1988, il remporte 5 fois le Championnat du monde individuel, 5 fois le Championnat du monde par paires et 6 fois le Championnat de France individuel,.
Il se distingue également à l'émission télévisée Des chiffres et des lettres où il remporte tous ses matchs avec une décontraction étonnante, en jeans et baskets.
N'ayant plus rien à prouver et soumis à une pression grandissante, il se retire de la compétition de Scrabble en 1988 pour se consacrer au bridge qui l'intéresse de plus en plus. Il reste cependant impliqué dans le milieu du Scrabble, participant notamment à la rédaction du mensuel Scrabblerama. Il rédige par ailleurs des Anacroisés pour la revue Paris Match, et présente durant quelque temps une rubrique consacrée au Scrabble sur le site alatele.com. Il participe même occasionnellement à quelques compétitions de Scrabble, remportant ainsi le Simultané Mondial de blitz en 1996.
En 2000, il reçoit le titre honorifique de « joueur du siècle » lors des Championnats du monde de Scrabble francophone à Paris. La même année, Michel Duguet et sa femme Marlène finissent 2e du Championnat d'Europe de Bridge.
En 2006, il finit 7e au Festival de Vichy, un tournoi qui accueille plus de 1200 joueurs chaque année.
Dans les années 80, Michel Duguet a également été un joueur de tennis de table d'un bon niveau régional. Il a été Champion de France des Journalistes Professionnels en 1986.

## Palmarès

### Au Scrabble
- 6 fois champion de France en duplicate : 1981, 1982, 1983, 1984, 1985, 1987[1]
- Une fois champion de France en classique : 1990
- 2 fois champion de France par paires[1] :
  - avec Benjamin Hannuna : 1981
  - avec Paul Levart : 1987
- 5 fois champion du monde : 1982, 1983, 1985, 1987, 1988[1],[7].
- 5 fois champion du monde par paires[1]
  - avec Didier Clerc : 1982
  - avec Thierry Dellac : 1983
  - avec Benjamin Hannuna : 1985
  - avec Paul Levart : 1986, 1988
- Vainqueur du Simultané mondial en blitz : 1996[1]

### Au bridge
- 9e place au Championnat d'Europe avec Marlène Duguet : 1998
- 2e place au Championnat d'Europe avec Marlène Duguet : 2000[4]
- Membre de l'équipe de France qui a fini 10e au Championnat d'Europe par équipes : 2002
- Vainqueur de la Coupe de France : 2004 et 2015
- Champion de France de Division Nationale Mixte par paires avec Marlène Duguet : 2014
- Vainqueur de la Division Nationale 1 par 4 Open : 31 janvier 2016
- Vainqueur de la Division Nationale 2 par 4 Open : 5 novembre 2017
- Vainqueur de la Division Nationale 2 par 4 Open avec Marlène Duguet : 10 novembre 2019

### Autre
- Vainqueur de la finale Des chiffres et des lettres : 1984